# جاكوب هينريتش هرمان شوارتز
جاكوب هينريتش هرمان شوارتز (بالألمانية: Jakob Heinrich Hermann Schwartz)‏ هو طبيب التوليد والنساء ألماني، ولد في 3 نوفمبر 1821 في إتسهويه في ألمانيا، وتوفي في 30 أكتوبر 1890 في غوتينغن في ألمانيا.